# Ummagumma
Albums de Pink Floyd
More
(1969) Atom Heart Mother
(1970)
Albums live de Pink Floyd
Delicate Sound of Thunder
(1988)
Ummagumma est le quatrième album du groupe rock progressif britannique Pink Floyd. Sorti le 25 octobre 1969 sur le label Harvest Records, il s'agit d'un double album, composé  d'un disque issu de deux concerts du groupe et d'un disque studio.

## Historique

### Enregistrement

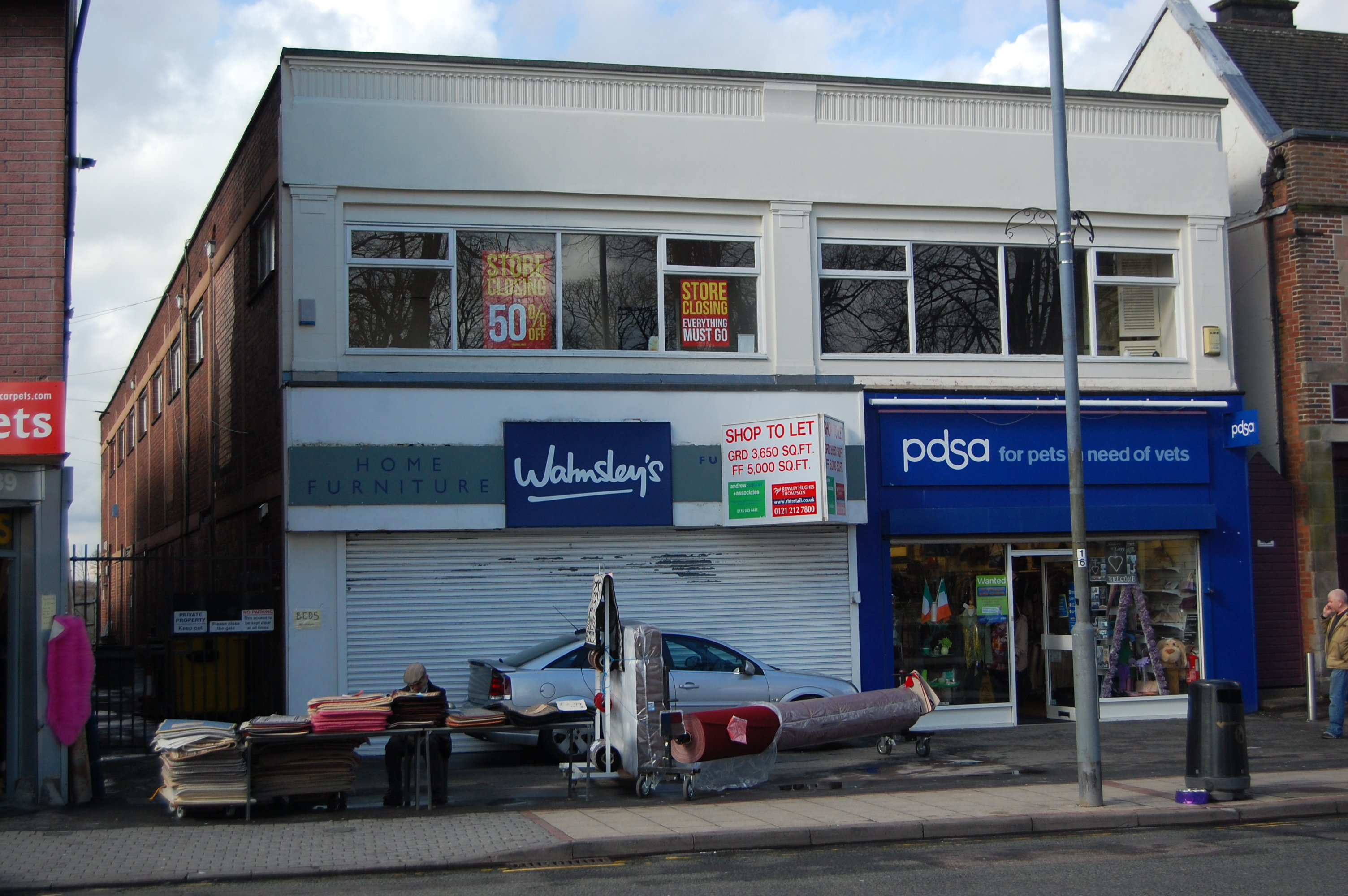
Le site du Mothers Club de Birmingham en 2013.

Contrairement à ce qu'affirme la pochette de l'album, les chansons enregistrées en public ne datent pas de juin 1969 : Astronomy Domine et A Saucerful of Secrets proviennent du concert donné par Pink Floyd le 27 avril 1969 au Mothers Club de Birmingham, tandis que Careful with That Axe, Eugene et Set the Controls for the Heart of the Sun ont été enregistrées le 2 mai 1969 au Manchester College of Commerce. Toutes ces chansons sont très développées par rapport à leurs versions originales, chacune durant de huit à treize minutes. Interstellar Overdrive était également prévue pour figurer sur le disque live, mais fut finalement rejetée.
Le disque studio est né d'une idée du claviériste Richard Wright, qui souhaitait faire de la « vraie musique ». Il suit un format particulier : chacun des quatre membres du groupe (Wright, Roger Waters, David Gilmour et Nick Mason) se voit allouer la moitié d'une face de 33 tours qu'il doit remplir seul, sans l'aide des autres. Ainsi, la chanson Embryo, qui date de cette époque, est écartée car née d'un travail commun ; elle ne sera publiée qu'en 1983 sur la compilation Works. 
L'album débute avec la contribution de Wright, une suite instrumentale nommée Sysyphus où il joue un piano, un Mellotron et un orgue Hammond ainsi que des timbales. Elle est nommée ainsi en référence au personnage de Sisyphe de la mythologie grecque. 
Roger Waters, quant à lui, propose deux titres : la ballade pastorale Grantchester Meadows ainsi que le collage sonore Several Species of Small Furry Animals Gathered Together in a Cave and Grooving with a Pict. 
Ensuite, The Narrow Way, la chanson en trois parties du guitariste David Gilmour, marque ses débuts de parolier : doutant de ses capacités, il avait demandé à Waters de lui écrire des paroles, mais celui-ci refusa. 
Enfin, le batteur Nick Mason fournit un instrumental également en trois parties, The Grand Vizier's Garden Party, constitué d'un solo de batterie et de percussions diverses, encadré par des airs de flûte joués par son épouse Lindy.

### Réception
Finalement les membres du groupe sont déçus par le résultat : David Gilmour ne sait pas « s'expliquer son succès commercial », tandis que Roger Waters dit simplement : “Ummagumma? What a disaster!” (« Ummagumma ? Quel désastre ! »). Il obtient pourtant en France le Grand Prix de l'Académie Charles-Cros et connait une ferveur certaine en Grande-Bretagne, figurant à la cinquième place dans le classement des albums. Aux États-Unis, il atteint la 74e place du Billboard 200 et se vend à plus d'un million d'exemplaires.

### Rééditions
En 1994, pour fêter les 25 ans de la sortie de cet album, on le réédite en coffret CD édition limitée en version remasterisée, avec pochette verte trouée (on y voit seulement le cadre mural de la pochette originale) et contenant :  les 2 CD (studio + live) ainsi que le poster de la pochette de l'album.
Le coffret est devenu rare et assez prisé des collectionneurs.[Interprétation personnelle ?]

## Caractéristiques artistiques

### Titre
Le titre de l'album est un terme désignant le sexe,, souvent rattaché à l'argot de Cambridge et couramment utilisé par Iain « Emo » Moore, ami des Pink Floyd et roadie occasionnel, qui disait : « Je vais à la maison pour une ummagumma ». Selon Moore, il a inventé ce terme lui-même.

### Pochette
Ummagumma est le premier album de Pink Floyd à sortir chez Harvest Records. La pochette montre un effet Droste mettant en scène le groupe, avec une image accrochée au mur montrant la même scène mais avec les membres du groupe dans des positions différentes. La pochette du LP original varie entre les sorties britanniques, américaines, canadiennes et australiennes. Sur la version britannique, l'album de la bande-son du film Gigi est adossé au mur juste au-dessus des lettres « Pink Floyd ». Lors d'une conférence donnée à la librairie Borders à Cambridge le 1er novembre 2008, dans le cadre du projet « City Wakes », Storm Thorgerson explique que Gigi avait servi de hareng rouge pour provoquer un débat, et qu'il n'y avait pas de sens caché derrière sa présence sur la pochette. Sur la plupart des copies des éditions américaines et canadiennes, la couverture de Gigi est peinte à l'aérographe sur une pochette blanche, apparemment pour des raisons de droits d'auteur, mais les premières copies américaines montrent la couverture de Gigi, et elle a été restaurée pour l'édition CD remasterisée aux États-Unis. Sur l'édition australienne, la couverture du Gigi est entièrement peinte à l'aérographe, ne laissant même pas de carré blanc derrière elle. La maison utilisée pour la couverture de l'album est située à Great Shelford, près de Cambridge.
Sur la couverture arrière, les roadies Alan Styles (qui apparaît également dans Alan's Psychedelic Breakfast) et Peter Watts sont photographiés avec l'équipement du groupe disposé sur un taxi à l'aérodrome de Londres Biggin Hill. Ce concept est proposé par Nick Mason, dans l'intention de reproduire les dessins d'avions militaires et de leurs charges, qui étaient populaires à l'époque.
L'intérieur de la pochette comporte des photos en noir et blanc des membres du groupe. On voit Gilmour debout devant le « chêne aux lutins », un chêne vieux de 900 ans à Kensington Gardens. Les éditions originales en vinyle montraient Waters avec sa première femme, Judy Trim, mais elle est coupée sur la plupart des éditions en CD (la légende de la photo originale « Roger Waters (and Jude) » est donc changée en « Roger Waters » seulement). La photo non recadrée est cependant restaurée pour l'inclusion de l'album dans le coffret Oh, By the Way.   La derniére image tout au fond de cet effet Droste est la pochette de Saucerful of a secrets ...qui est le premier album ou apparait David Gilmour comme menbre du groupe ...et c'est lui qui est le premier dans l'ordre d'apparition sur Ummagumma ...message sans doute ...

## Titres

### 33 tours
Disque 1 : Live Album
| 1. | Astronomy Domine              | Syd Barrett                                             | 27 avril 1969 | 8:32 |
| 2. | Careful with That Axe, Eugene | David Gilmour, Nick Mason, Roger Waters, Richard Wright | 2 mai 1969    | 8:49 |

| 3. | Set the Controls for the Heart of the Sun | Waters                         | 2 mai 1969    | 9:27  |
| 4. | A Saucerful of Secrets                    | Gilmour, Mason, Waters, Wright | 27 avril 1969 | 12:48 |

Disque 2 : Studio Album
| 1. | Sysyphus (Parts 1–4)                                                                        | Richard Wright | 13:28 |
| 2. | Grantchester Meadows                                                                        | Roger Waters   | 7:26  |
| 3. | Several Species of Small Furry Animals Gathered Together in a Cave and Grooving with a Pict | Waters         | 4:59  |

| 4. | The Narrow Way (Parts 1–3)                                                              | David Gilmour | 12:17 |
| 5. | The Grand Vizier's Garden Party (Part 1: Entrance; Part 2: Entertainment; Part 3: Exit) | Nick Mason    | 8:46  |

### Réédition CD
| 1. | Astronomy Domine (enregistré le 27 avril 1969)                       | Syd Barrett                                             | 8:29  |
| 2. | Careful with That Axe, Eugene (enregistré le 2 mai 1969)             | David Gilmour, Nick Mason, Roger Waters, Richard Wright | 8:50  |
| 3. | Set the Controls for the Heart of the Sun (enregistré le 2 mai 1969) | Waters                                                  | 9:26  |
| 4. | A Saucerful of Secrets (enregistré le 27 avril 1969)                 | Gilmour, Mason, Waters, Wright                          | 12:48 |

| 1.  | Sysyphus (Part 1)                                                                           | Richard Wright | 1:08 |
| 2.  | Sysyphus (Part 2)                                                                           | Wright         | 3:30 |
| 3.  | Sysyphus (Part 3)                                                                           | Wright         | 1:49 |
| 4.  | Sysyphus (Part 4)                                                                           | Wright         | 6:59 |
| 5.  | Grantchester Meadows                                                                        | Roger Waters   | 7:19 |
| 6.  | Several Species of Small Furry Animals Gathered Together in a Cave and Grooving with a Pict | Waters         | 5:01 |
| 7.  | The Narrow Way (Part 1)                                                                     | David Gilmour  | 3:25 |
| 8.  | The Narrow Way (Part 2)                                                                     | Gilmour        | 2:54 |
| 9.  | The Narrow Way (Part 3)                                                                     | Gilmour        | 5:51 |
| 10. | The Grand Vizier's Garden Party (Part 1: Entrance)                                          | Nick Mason     | 1:00 |
| 11. | The Grand Vizier's Garden Party (Part 2: Entertainment)                                     | Mason          | 7:06 |
| 12. | The Grand Vizier's Garden Party (Part 3: Exit)                                              | Mason          | 0:38 |

## Musiciens
- Richard Wright : orgue Farfisa, orgue Hammond, piano, mellotron, percussions, timbales ; tout sur Sysyphus
- David Gilmour : guitare, chant ; tous les instruments sur The Narrow Way
- Roger Waters : basse, chant ; tous les instruments et chant sur Grantchester Meadows et Several Species of Small Furry Animals Gathered Together in a Cave and Grooving with a Pict
- Nick Mason : batterie, percussions ; tous les instruments sur The Grand Vizier's Garden Party

### Musicienne additionnelle
- Lindy Mason : flûte sur The Grand Vizier's Garden Party (non créditée)

## Production
- Pink Floyd : production (album live)
- Norman Smith : production (album studio)
- Brian Humphries : ingénieur du son (album live)
- Peter Mew : ingénieur du son (album studio)
- Hipgnosis : pochette, photographie

## Charts et certifications
Charts
| Pays        | Durée du classement | Meilleure position | Date             |
| ----------- | ------------------- | ------------------ | ---------------- |
| Allemagne   | 6 semaines          | 25e                | ?                |
| Canada      | 4 semaines          | 78e                | 21 mars 1970     |
| États-Unis  | 27 semaines         | 74e                | 21 mars 1970     |
| France      | 42 semaines         | 10e                | 29 novembre 1969 |
| Pays-Bas    | 14 semaines         | 5e                 | 17 janvier 1970  |
| Royaume-Uni | 21 semaines         | 5e                 | 15 novembre 1969 |

| Pays         | Durée du classement | Meilleure position | Date             |
| ------------ | ------------------- | ------------------ | ---------------- |
| France       | 4 semaines          | 117e               | 1er octobre 2011 |
| Belgique (W) | 1 semaine           | 89e                | 8 octobre 2011   |
| Espagne      | 1 semaine           | 88e                | 15 avril 2012    |
| Allemagne    | 1 semaine           | 42e                | 10 juin 2016     |
| Italie       | 11 semaines         | 35e                | 2016             |
| Grèce        | 8 semaines          | 4e                 | 4 mai 2019       |

Certifications
| Pays        | Certification | Ventes      | Date          |
| ----------- | ------------- | ----------- | ------------- |
| États-Unis  | Platine       | 1 000 000 + | 11 mars 1994  |
| France      | Or            | 100 000 +   | 1977          |
| Italie      | Or            | 30 000 +    | 2016          |
| Royaume-Uni | Or            | 100 000 +   | 16 avril 2021 |

## Espèce de libellule
En décembre 2015, des scientifiques ont nommé Umma gumma une nouvelle espèce de libellule du genre Umma, à partir du nom de l'album.